# Classic Queen (видео)
Classic Queen — сборник видеоклипов английской рок-группы Queen. Он был выпущен только в США на формате VHS. Некоторые версии клипов были сделаны специально для этого издания.

## Список видеоклипов
1. «A Kind of Magic» — Рассел Малкэхи
2. «Bohemian Rhapsody» — Брюс Гоуэрс и Пенелопа Сфирис
3. «Under Pressure» — Дэвид Молли
4. «Hammer to Fall» — Молли
5. «Stone Cold Crazy» — Руди Долизал и Ганнес Россакер
6. «One Year of Love» — Долизал и Россакер
7. «Radio Ga Ga» — Молли
8. «I'm Going Slightly Mad» — Долизал и Россакер
9. «I Want It All» — Молли
10. «Tie Your Mother Down» — Гоуэрс
11. «The Miracle» — Долизал и Россакер
12. «These Are the Days of Our Lives» — Долизал и Россакер
13. «One Vision» — Долизал и Россакер
14. «Keep Yourself Alive» — Долизал и Россакер
15. «Headlong» — Долизал и Россакер
16. «Who Wants to Live Forever» — Молли
17. «The Show Must Go On» — Долизал и Россакер

## Специальные версии клипов
- «Bohemian Rhapsody» — в сборник вошла версия клипа, снятая для фильма «Мир Уэйна». Кроме оригинальных видео, в ней присутствуют сцены из фильма.
- «Stone Cold Crazy» — клип был сделан в 1992 году из кадров других видеоклипов и концертов.
- «One Year of Love» — клип сделан из старого видеоматериала группы и сцен фильма «Горец».
- «These Are the Days of Our Lives» — в клипе используется анимация, сделанная студией «Disney». Кроме того, чёрно-белая часть видео несколько изменена по сравнению с оригиналом.
- «Keep Yourself Alive» — видео состоит из всех предыдущих версий клипа.